# RIM-24 타타르

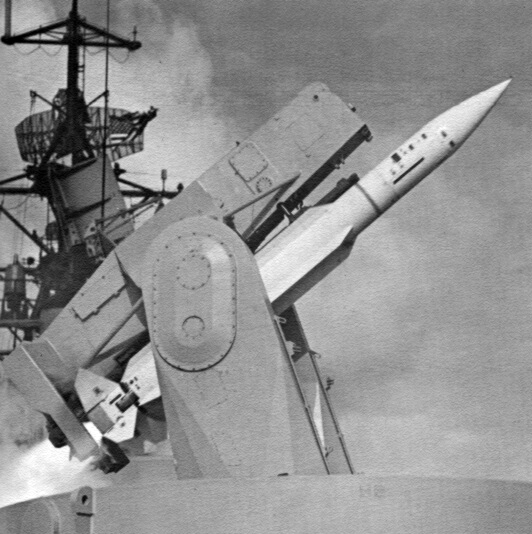

RIM-24 Tartar는 해군의 대공방어를 맡는 무기이다.
RIM-24 Tartar는 중거리 공대공 미사일인 RIM-66 Standard MR (SM-1MR/SM-2MR)로 대체되었다.